# Putnički prijevoz
Putnički prijevoz je grana prijevozništva koja se odnosi na skupni, rijetko pojedinačni, javni ili tržišni prijevoz ljudi (putnika) do željenoga odredišta prometnim sredstvom. S obzirom na vrstu prometala kojime se prevoze putnici, može biti cestovni, željeznički, zračni, riječni ili pomorski. Predmet je proučavanja logistike, ekonomije, prometnih i tehničkih znanosti, turističke geografije te znanosti o okolišu.
U gradovima i njihovim predgrađima, velegradovima i urbaniziranim područjima razvijeniji su cestovni (taksi) i javni prijevoz (cestovni i tračnički), dok su na većim udaljenostima zastupljeniji prijevoz putničkim zrakoplovima i vlakovima, a na prekomorskim udaljenostima i dužobalnom prijevozu brodovima za krstarenje. Priobalni prijevoz najčešće se vrši trajektima i katamaranima.
Važna je sastavnica gospodarstva, posebice turizma, ali i nekih negospodarskih procesa (pr. obrazovanja).
Putnički prijevoz može se ostvarivati i s više prometala (multimodalni prijevoz), što je česta pojava u javnom gradskom prijevozu. Promjena prometala pritom se obično naziva „presjedanje”.